# シンク・アンド・フィール
株式会社シンク・アンド・フィールとは日本のコンピュータゲームの開発を行う会社である。
2002年、株式会社ニューの組織再編に伴い分社化された。

## 開発ゲーム作品
- 2004年7月15日 モンスターサマナー（発売元 アーテイン）
- 2006年2月23日 ギャンブル コンファイト（発売元 アーテイン）
- 2007年4月26日 ファイナルファンタジーXII レヴァナント・ウイング（発売元 スクウェア・エニックス）
- 2009年8月6日 ブラッド オブ バハムート（発売元 スクウェア・エニックス）
- 2009年11月5日 サモンナイトX 〜Tears Crown〜（発売元 バンダイナムコゲームス）
- 2011年10月14日 神羅万象フロンティア（発売元 バンダイナムコゲームス）
- 2015年6月18日 インペリアル サガ（発売元 スクウェア・エニックス）
- 2015年7月31日 コエスタ ※FELISTELLAとの共同開発・運営
- 2019年7月30日 英雄*戦姫WW（発売元：DMM GAMES）
- 2019年10月31日 インペリアル サガ エクリプス（発売元 スクウェア・エニックス）